# Kříž cti
Kříž cti (německy: Ehrenkreuz für Frontkämpfer) známý také jako čestný kříž nebo lidově nazýván jako Hindenburgův kříž byla německá pamětní medaile zavedená 13. července roku 1934 říšským prezidentem Paulem von Hindenburgem pro ty vojáky císařského Německa, kteří bojovali během první světové války.

## Kritéria pro udělení
Udílen byl ve třech verzích:
- Kříž cti pro bojující (Ehrenkreuz für Frontkämpfer) – udílen vojákům, kteří bojovali na frontě
- Kříž cti pro válečné účastníky (Ehrenkreuz für Kriegsteilnehmer) – udílen nebojujícím vojákům
- Kříž cti pro pozůstalé (Ehrenkreuz für Hinterbliebene) – udílen nejbližším pozůstalým padlých vojáků

Po připojení (anšlusu) Rakouska k Německu v roce 1938 byli rakouští veteráni první světové války oprávněni také obdržet toto vyznamenání.
Celkově bylo uděleno 6 250 000 křížů pro bojující, pro nebojující bylo uděleno 1 200 000 a pozůstalým bylo uděleno 720 000 křížů.

## Vzhled
Medaile byla navržena Eugenem Godetem a svým tvarem je podobná železnému kříži, avšak velikostí je menší než železný kříž. Na přední straně jsou data první světové války (1914-1918) obklopená kolem dokola vavřínovým věncem. Kříž protínají zkřížené meče. Druhá strana medaile je prázdná.
Kříž cti pro válečné účastníky se liší od kříže pro válečníky tím, že nemá zkřížené meče. Kříž pro pozůstalé také postrádá zkřížené meče, ale navíc byl černě nalakován a jeho stuha byla také jiná.
Stuha medaile se skládá z černých pruhů na každé straně přičemž uprostřed je jeden červený pruh. Mezi černým a červeným pruhem je na každé straně ještě bílý pruh.